# Gesztely
Gesztely là một thị trấn thuộc hạt Borsod-Abaúj-Zemplén, Hungary. Thị trấn này có diện tích 28,82 km², dân số năm 2010 là 2797 người, mật độ 97 người/km².